# Contea di Tongren
La contea di Huangnan (同仁县S, Tóngrén XiànP) è una contea della Cina, situata nella provincia di Qinghai e amministrata dalla prefettura autonoma tibetana di Huangnan.